# پس از آخرالزمان
پس از آخرالزمان (انگلیسی: After the Apocalypse) فیلمی در ژانر علمی–تخیلی است که در سال ۲۰۰۴ منتشر شد.
این فیلم دیالوگ ندارد.

## خلاصه فیلم
بازماندگان جنگ جهانی سوم، که قابلیت صحبت کردن را از دست داده‌اند، به‌طور غیرکلامی با هم صحبت می‌کنند و از مسیر خود عبور می‌کنند...